# Borolia melanostrota
Borolia melanostrota är en fjärilsart som beskrevs av George Francis Hampson 1905. Borolia melanostrota ingår i släktet Borolia och familjen nattflyn. Inga underarter finns listade i Catalogue of Life.